# Тасанбаєв Єгемкул Тасанбайович
Єгемкул (Єгімкул) Тасанбайович Тасанбаєв (23 лютого 1917, Сирдар'їнська область, тепер Казигуртський район Туркестанської області, Казахстан — 18 серпня 2006, місто Шимкент, Казахстан) — радянський узбецький і казахський діяч, перший секретар Сирдар'їнського обкому КП Узбекистану. Депутат Верховної ради СРСР 8-го скликання. Герой Соціалістичної Праці (8.06.1957)

## Життєпис
Трудову діяльність розпочав у 1935 році друкарем друкарні Каратаської районної газети «За більшовицькі колгоспи».
У 1938 році закінчив Казахський комуністичний інститут журналістики.
У 1938—1940 роках служив у Червоній армії. Член ВКП(б) з 1939 року.
У 1940—1941 роках — відповідальний секретар редакції газети «За більшовицькі колгоспи» Каратаського району Південно-Казахстанської області Казахської РСР.
У 1941 році — інструктор організаційного відділу Каратаського районного комітету КП(б) Казахстану Південно-Казахстанської області.
У 1941—1947 роках — у Червоній армії. Служив помічником начальника політичного відділу з комсомолу 100-ї окремої стрілецької бригади 39-ї армії Калінінського фронту. Учасник німецько-радянської і радянсько-японської війн. Був двічі поранений.
У 1948—1954 роках — інструктор, помічник секретаря Південно-Казахстанського обласного комітету КП(б) Казахстану; 2-й секретар Іллічівського районного комітету КП(б) Казахстану Південно-Казахстанської області.
У 1954—1956 роках — слухач Вищої партійної школи при ЦК КПРС.
У 1956—1962 роках — 1-й секретар Іллічівського районного комітету КП Казахстану Південно-Казахстанської області; 1-й секретар Пахтааральського районного комітету КП Казахстану Південно-Казахстанської області.
Указом Президії Верховної Ради СРСР від 8 червня 1957 року «за видатні успіхи, досягнуті у справі розвитку радянського бавовництва, широке застосування досягнень науки і передового досвіду у вирощуванні бавовнику та отримання високих урожаїв бавовни-сирцю» Єгемкулу Тасанбаєву присвоєно звання Героя Соціалістичної Праці з врученням ордена Леніна та золотої медалі «Серп і Молот».
У 1962—1963 роках — парторг Чимкентського обласного комітету КП Казахстану по Джетисуйському виробничому територіальному колгоспно-радгоспному управлінні; секретар парткому Кіровського районного комітету КП Казахстану Чимкентської області.
З березня 1963 року — голова Організаційного комітету Президії Верховної ради Узбецької РСР по Сирдар'їнській області.
У 1963—1969 роках — голова виконавчого комітету Сирдар'їнської обласної ради депутатів трудящих.
У 1969 — 23 січня 1971 року — 1-й секретар Сирдар'їнського обласного комітету КП Узбекистану.
4 лютого 1971 — 1975 року — міністр радгоспів Узбецької РСР.
У 1975—1978 роках — заступник начальника «Головсередазрисрадгоспбуду» в Узбецькій РСР.
У 1978—1985 роках — начальник Чимкентського обласного управління «Каззаготбавовнпрому» Казахської РСР.
З 1985 року — на пенсії в місті Чимкенті (Шимкенті) Казахської РСР.
Помер 18 серпня 2006 року в місті Шимкенті.

## Звання
- капітан

## Нагороди
- Герой Соціалістичної Праці (8.06.1957)
- орден Леніна (8.06.1957)
- орден Жовтневої Революції (27.08.1971)
- орден Вітчизняної війни І ст. (11.03.1985)
- три ордени Трудового Червоного Прапора (1.03.1965, 10.12.1973, 22.02.1982)
- орден Червоної Зірки (3.12.1942)
- медалі